# Neshe
Neshe, pseudonimo di Neşe Ceren Aktay (Istanbul, 13 gennaio 1990), è una cantautrice, attrice e ballerina turca.

## Biografia
Nata ad Istanbul, sin da giovane si è interessata al mondo delle belle arti, concentrando i suoi studi sulla danza, il teatro e la musica. Ha conseguito una laurea in danza moderna presso il Conservatorio statale dell'Università Mimar Sinan e una in teatro musicale presso il Conservatorio statale dell'Università di Istanbul.
Neshe ha iniziato la sua carriera teatrale durante il suo programma Erasmus presso l'Institut del Teatre di Barcellona. Nel corso della sua carriera si è esibita in musical come Footloose negli Stati Uniti e Notre Dame, Nine, Chicago e Cabaret in Europa. Ha inoltre recitato come attrice presso l'Istanbul City Theatres.
Il suo percorso musicale, invece, è iniziato come cantante presso l'Enbe Orchestra. Ha successivamente pubblicato il singolo di debutto, Hijo de la Noche, nel novembre 2020, segnando l'inizio di una nuova fase della sua carriera. Il brano, scritto e prodotto in collaborazione con il rapper rumeno Jimmy Dub, ha riscosso un discreto succesono in Spagna, nell'America Latina e nei Balcani. Il relativo videoclip, girato a Mardin, combina un mix di elementi latini e turchi e ha superato il milione di visualizzazioni su YouTube. Il suo primo singolo in lingua turca, Bingo, pubblicato nel 2023, è stato prodotto da Neneto e co-scritto dalla compositrice rumena Emanuela Oancea. Il 2 agosto 2024 Neshe ha pubblicato la versione bilingue inglese-spagnolo del pezzo, intitolato Downtown.
Nel 2025 Neshe è stata selezionata per le semifinali del San Marino Song Contest, il metodo di selezione nazionale per l'Eurovision Song Contest, pubblicato ufficialmente il 28 febbraio 2025.

## Discografia

### Singoli
- 2020 – Hijo de la noche
- 2023 – Bingo
- 2024 – Downtown
- 2025 – Fallin'

## Partecipazioni a manifestazioni canore
- Festival Una Voce per San Marino (San Marino RTV)
  - San Marino Song Contest 2025 – Semifinalista con Fallin'